# 九三学社

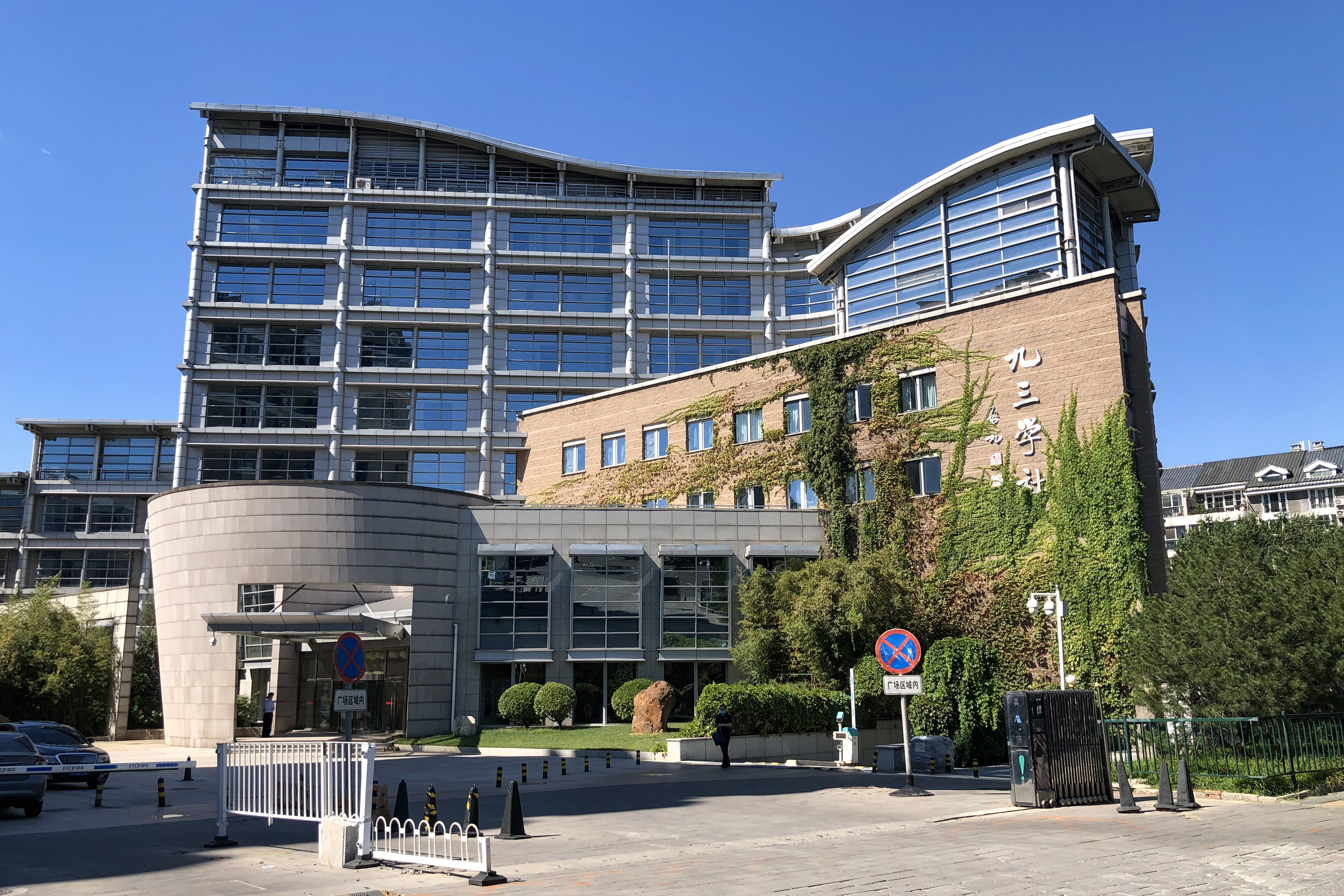
九三学社中央办公楼

九三学社是中华人民共和国排名第七的民主党派。与其他民主党派不同，九三学社没有官方简称，但在新闻报道中常簡稱為九三。目前九三学社是参加中国人民政治协商会议全国委员会的民主黨派，社员总人数在民主党派中排第三。
九三学社创立于1946年，是以科学技术界高、中级知识分子为主的具有政治联盟特点的政党，是接受中国共产党领导、同中国共产党通力合作的亲密友党，是中国特色社会主义参政党。中国共产党对九三学社进行政治领导，但表示保证组织独立和法律地位平等，不会干扰民主党派的独立性及日常事务。
其早期社员多为学界人士。目前，其社员主要来自科学技术界高、中级知识分子。截至2020年6月30日，该社省级组织30个，市级地方组织281个，县级地方组织29个，基层组织7326个，社员总数为190131人。

## 历史
1944年11月，民主科学座谈会在重庆成立，创始人有许德珩、潘菽、黎锦熙、劳君展、涂长望、张雪岩、张西曼、褚辅成、税西恒等。1945年9月3日，民主科学座谈会召开扩大会议，决定为纪念1945年9月3日中国抗日战争和第二次世界大戰胜利而更名为九三座谈会。1946年5月4日，改组为九三学社。1949年1月，九三学社发表了拥护召开新政治协商会议宣言，并于1949年9月派代表参加了中国人民政治协商会议第一届全体会议。九三学社在该次会议上参与了《中国人民政治协商会议共同纲领》的制定，以及关于中央人民政府的组成和中华人民共和国的建立等事项的讨论表决。自此，中国人民政治协商会议《共同纲领》成为九三学社的政治纲领。
1957年反右运动中，许多九三学社成员被划为右派。其中最著名大右派有：储安平、金宝善、顾执中、陆侃如、袁翰青。
到2007年为止，九三学社在全国30个省、自治区、直辖市中的268个市（县）建立了委员会或筹备委员会。学社拥有社员8万8千人，其中60%拥有高级职称。在参政方面，九三学社现有104位全国政协委员，70位全国人大代表，1人任中央政府部门正职负责人（黄润秋），19人任省级政协副主席，4人任省级人大常委会副主任，4人在政府任副省长或直辖市副市长。在学术方面，九三学社先后拥有150位中国科学院院士（学部委员）与中国工程院院士。九三学社社员王淦昌、邓稼先、赵九章、陈芳允、程开甲获“两弹一星功勋奖章”，王选、黄昆荣获2001年度国家最高科学技术奖。

## 地方政府任職
目前九三學社在中國大陸各省級行政區正副省长中任職的，共有2人：
| 姓名   | 職務         | 學位     |
| ------ | ------------ | -------- |
| 杨同光 | 贵州省副省长 | 工学学士 |
| 张少康 | 广东省副省长 | 工学学士 |

九三學社曾在中國大陸各省級行政區正副省长中任職的包括：
| 姓名 | 職務         | 學位     |
| ---- | ------------ | -------- |
| 盧柯 | 遼寧省副省長 | 工學博士 |

## 中央政府任職
目前九三學社在中國大陸各部委任職的，共有1人。黃潤秋成为中国大陆改革开放以来继原科技部部长万钢和原卫生部部长陈竺之后，第三位非中共党籍国务院组成部门正职负责人。
| 姓名   | 職務                         | 學位     |
| ------ | ---------------------------- | -------- |
| 黃潤秋 | 中華人民共和國生態環境部部長 | 工学博士 |

## 历任中央主席
|      |        |               |            | |  |  |  |
| 任次 | 姓名   | 任職期間      | 任職期間   | 備註 |  |  |  |
| 任次 | 姓名   | 就任時間      | 卸任時間   | 備註 |  |  |  |
| 1    | 许德珩 | 1946年5月4日  | 1988年1月  | 前身为民主科学座谈会，九三学社成立后当选为理事长；后改为中央委员会主席。                                    |  |  |  |
| 2    | 周培源 | 1988年1月     | 1992年12月 | 许德珩辞去主席职务后，推选周培源担任主席                                                                    |  |  |  |
| 3    | 吴阶平 | 1992年12月    | 2002年12月 | 1992年2月，九三学社中央委员会一致选举吴阶平为第三任中央委员会主席；曾任第八届、第九届全国人大常委会副委员长 |  |  |  |
| 4    | 韩启德 | 2002年12月    | 2017年12月 | 曾任中国科学技术协会副主席、第六任主席，第十届、第十一届全国人大常委会副委员长，第十二届全国政协副主席      |  |  |  |
| 5    | 武维华 | 2017年12月7日 | 现任       | 现任（第十三届、第十四届）全国人大常委会副委员长，2025年3月起兼任中央社会主义学院院长                       |  |  |  |